# Жигайлівка (метеорит)
Жигайлівка (Zhigailovka) — кам'яний метеорит-хондрит. Загальна маса всіх чотирьох екеземплярів — 1552 г.
Офіційна назва — Kharkov. Синоніми: Бобрик (Bobrik); Харків (Kharkiv); (Charkiv); Лебедин (Lebedyn); (Jigalivka); (Zhigajlivka); (Zigajlowka).
Упав поблизу слободи Жигайлівка, тепер Охтирського району, Сумської області, Україна, 50° 36' півн. шир., 35° 06' сх. довг. 12 жовтня 1787 р., о 15 годині. Це перший метеорит, знайдений на території України. Головна маса (857 г) зберігається в метеоритній колекції РАН.